# Four Flicks
Four Flicks è un box-set dei Rolling Stones, messo in commercio nel 2003.
Consiste in 4 DVD; il primo contiene un documentario sul Licks Tour 2002-2003, mentre gli ultimi 3 sono stati registrati durante alcuni concerti del gruppo durante la suddetta tournée.

## Tracklist

### DVD 1: Tip of the Tongue (Documentary)
- Documentario sul Licks Tour

Extra
- Licks Around the World
- Toronto Rocks DVD Trailer
- Bootlegs

1. Beast of Burden
2. You Don't Have to Mean It
3. Rock Me Baby
4. Bitch
5. I Can't Turn You Loose
6. Extreme Western Grip
7. Well, Well

- Monkey Man (brano multiangolo)
- Brani 1-4 registrato al Wiltern Theatre di Los Angeles, 4 Novembre 2002
- Brano 5 registrato al Circus Krone di Monaco di Baviera, 8 Giugno 2003
- Brani 6-7 registrati in studio

### DVD 2: Arena Show
- Madison Square Garden, New York, 18 Gennaio 2003

1. Street Fighting Man
2. If You Can't Rock Me
3. Don't Stop
4. Monkey Man
5. Angie
6. Let It Bleed
7. Midnight Rambler
8. Thru and Thru
9. Happy
10. You Got Me Rocking
11. Can't You Hear Me Knocking
12. Honky Tonk Women (with Sheryl Crow)
13. (I Can't Get No) Satisfaction
14. It's Only Rock 'n Roll (B-stage)
15. When the Whip Comes Down (B-stage)
16. Brown Sugar (B-stage)
17. Jumpin' Jack Flash

Extra
- Band Commentaries:

1. Street Fighting Man
2. Happy
3. It's Only Rock 'n Roll

- Sheryl Crow and the Stones
- Making the HBO Special
- Custom Setlist
- Select-a-Stone: Honky Tonk Women (brano multi-angolo) (solo concerto)

### DVD 3: Stadium Show
- Stadio di Twickenham, Londra, 24 Agosto 2003

1. Brown Sugar
2. You Got Me Rocking
3. Rocks Off
4. Wild Horses
5. You Can't Always Get What You Want
6. Paint It Black
7. Tumbling Dice
8. Slipping Away
9. Sympathy for the Devil
10. Star Star (B-stage)
11. I Just Want to Make Love to You (B-stage)
12. Street Fighting Man (B-stage)
13. Gimme Shelter
14. Honky Tonk Women
15. (I Can't Get No) Satisfaction
16. Jumpin' Jack Flash

Extra
- Band Commentaries

1. Gimme Shelter
2. (I Can't Get No) Satisfaction
3. Sympathy for the Devil

- AC/DC and the Stones
- Jumbotron Animation
- Custom Setlist
- Backstage Pass (solo concerto)

### DVD 4: Theatre Show
- Olympia di Parigi, 11 Luglio 2003

1. Start Me Up
2. Live with Me
3. Neighbours
4. Hand of Fate
5. No Expectations
6. Worried About You
7. Doo Doo Doo Doo Doo (Heartbreaker)
8. Stray Cat Blues
9. Dance (Pt. 1)
10. Everybody Needs Somebody to Love
11. That's How Strong My Love Is
12. Going to a Go Go
13. The Nearness of You
14. Before They Make Me Run
15. Love Train
16. Respectable
17. Honky Tonk Women
18. Brown Sugar
19. Jumpin' Jack Flash

Extra
- Band Commentaries

1. Start Me Up
2. Honky Tonk Women
3. Jumpin' Jack Flash

- Solomon Burke and the Stones
- Playing the Olympia
- Custom Setlist
- Backstage Pass (solo concerto)
- Angie (Brano Multi-angolo)